# Джилардони, Даниэле
Даниэле Джилардони (итал. Daniele Gilardoni; род. 1 апреля 1976, Белладжо, Ломбардия) — итальянский гребец. Рекордсмен чемпионатов мира по академической гребле по количеству золотых медалей (11) и общему числу медалей (13).

## Биография
Родился в Белладжо, провинция Комо. Начал заниматься греблей в возрасте 10 лет в клубе «Беллагина». В дальнейшем представлял такие гребные клубы как «Каноттьери Ларио» и «Каноттьери Милан».
Его первыми тренерами в гребля являлись Карло Сегалли и Армидо Торри. Позднее он тренировался под руководством Стефано Фраквелли и Габриэле Мартинато.
На счету Джилардони семь титулов чемпиона Италии, девять побед на этапах Кубка мира и золотая медаль на Средиземноморских играх 2001 года.
Дебютировать на чемпионате мира Джилардони удалось в 1998 году в Кёльне, где он выиграл бронзовую медаль. В последующие годы завоевал 11 золотых и одну серебряную медаль, установив рекорд по количеству золотых медалей, а также общему числу наград на чемпионатах мира — 13. Его третьим рекордом является победы в девяти турнирах подряд.
На чемпионате Европы 2008 года, проходившем в Марафоне (Греция), выиграл серебряную медаль. Являлся запасным на Олимпийских играх 2008 года в Пекине.
Окончил факультет политических наук Павийского университета. Также получил степень магистра в области спортивного менеджмента в Миланском университете Бикокка.
С 2004 по 2008 год занимал должность советника Итальянской федерации гребного спорта. В дальнейшем являлся членом Совета региона Ломбардия.
Завершив спортивную карьеру, он начал работать в таможне региона Комо, где являлся сотрудником в подразделения по борьбе с мошенничеством, связанным с оборотом акцизных товаров, таких как нефтепродукты и легковоспламеняющиеся вещества. Входит в тренерский штаб сборной Италии до 23 лет, а также тренирует команды «Тритий» в Треццо-д’Адда и «Комо».

## Достижения
| Год  | Турнир                 | Место         | Категория | Итог |
| ---- | ---------------------- | ------------- | --------- | ---- |
| 1998 | Чемпионат мира         | Кёльн         | LM8+      | 3    |
| 1999 | Чемпионат мира         | Сент-Катаринс | LM4x      | 1    |
| 2000 | Чемпионат мира         | Загреб        | LM4x      | 2    |
| 2001 | Чемпионат мира         | Люцерн        | LM4x      | 1    |
| 2001 | Средиземноморские игры | Тунис         | LM2x      | 1    |
| 2002 | Чемпионат мира         | Севилья       | LM4x      | 1    |
| 2003 | Чемпионат мира         | Милан         | LM4x      | 1    |
| 2004 | Чемпионат мира         | Баньолес      | LM4x      | 1    |
| 2005 | Чемпионат мира         | Гифу          | LM4x      | 1    |
| 2006 | Чемпионат мира         | Итон          | LM4x      | 1    |
| 2007 | Чемпионат мира         | Мюнхен        | LM4x      | 1    |
| 2008 | Чемпионат мира         | Оттенсхайм    | LM4x      | 1    |
| 2009 | Чемпионат мира         | Познань       | LM4x      | 1    |
| 2011 | Чемпионат мира         | Блед          | LM4x      | 1    |
| 2008 | Чемпионат Европы       | Марафон       | LM2x      | 2    |